# RESCUE (HASYMOの曲)
『RESCUE』（レスキュー）は「HASYMO（ハシモ）」のシングル。2007年8月22日にcommmonsよりリリースされた。

## 音楽性
SKETCH SHOW（細野晴臣・高橋幸宏）と坂本龍一によるユニット「HUMAN AUDIO SPONGE（略称:HAS）」の変名ユニットである「HASYMO」のファースト・シングル。「RYDEEN 79/07」が「YELLOW MAGIC ORCHESTRA」名義での収録になっているため、YMOの13枚目のシングルに当たる。
ミックス・メインヴォーカルは細野が務め、コーラスは高橋が担当している。男声と呼応するように繰り返されるスウェーデン語の女性ヴォーカルには、SKETCH SHOWの楽曲群に引き続いてシバオカ・チホが参加している。
2007年5月19日の「Smile Together Project Special Live」にて初披露された。
映画「EX MACHINA -エクスマキナ-」の主題歌であり、劇中ではタイトルバックにオフヴォーカルヴァージョンが、スタッフロールでは太田莉菜の「PUZZLE-RIDDLE」を引き継ぐ形で、曲の後半部分が使用された。一部で配布されたEXMACHINA」のPRESS KITに同封されていた「RESCUE」のみ1曲だけ収録されている非売品CDが存在している。

## 収録曲
1. RESCUE
  - 作詞：細野晴臣、高橋幸宏、CHIHO SHIBAOKA／作曲：細野晴臣、坂本龍一、高橋幸宏
2. RYDEEN 79/07
  - 作曲：高橋幸宏